# Canon EOS 600D
Canon EOS 600D (w Ameryce Północnej EOS Rebel T3i, w Japonii EOS Kiss X5) – zaprezentowana 7 lutego 2011 roku cyfrowa lustrzanka jednoobiektywowa, należąca do serii Canon EOS, produkowana przez japońską firmę Canon. Jest następcą modelu 550D. 600D jest drugim aparatem Canona z serii EOS z odchylanym, obrotowym, wyświetlaczem LCD (3 cale, kolorowy TFT Clear View LCD, 1 040 000 punktów, proporcje 3:2, pokrycie 100%, kąt patrzenia 170 stopni w pionie i poziomie). Jasność wyświetlacza regulowana jest w 7 poziomach Live View – cyfrowy podgląd obrazu na żywo, pole widzenia 100%.

## Funkcje
- matryca CMOS APS-C o rozdzielczości 18 megapikseli
- nagrywanie video full HD w rozdzielczości 1080p z prędkością 24/25/30 klatek na sekundę
- nagrywanie video HD w rozdzielczości 720p oraz 640x480 z prędkością 50/60 klatek na sekundę
- 3-10 x cyfrowy zoom przy nagrywaniu video (tylko w rozdzielczości 1080p)3–10
- procesor obrazowy DIGIC 4
- 14-bitowa konwersja sygnału analogowego do cyfrowego
- 3-calowy (76 mm) ruchomy wyświetlacz LCD
- tryb podglądu Live View
- wbudowana lampa błyskowa
- sterowanie lampą bezprzewodową
- szerokopolowy, 9-punktowy AF z krzyżowym punktem centralnym o jasności at f/2.8
- 4 tryby pomiaru przy użyciu 63 stref: punktowy, częściowy, centralnie ważony uśredniony oraz pomiar wielosegmentowy
- priorytet jasnych partii obrazu
- zintegrowany system czyszczący EOS
- przestrzenie kolorów sRGB i Adobe RGB
- czułość ISO 100-6400 rozszerzalna do 12 800
- tryb zdjęć seryjnych do 3,7 klatek/sek. [34 zdjęcia (JPEG), 6 zdjęć (RAW)]
- karty pamięci SD, SDHC i SDXC
- równoczesny zapis RAW + JPEG
- możliwość podłączenia karty Eye-Fi
- wejścia USB 2.0 i HDMI oraz mikrofonowe (mini Jack)
- bateria LP-E8[4]

## Video
Jak w przypadku wielu lustrzanek, a w przeciwieństwie do aparatów SLT, model 600D nie posiada funkcji ciągłego autofokusa podczas filmowania. Aby utrzymać ostrość na poruszającym się obiekcie, użytkownik musi użyć funkcji automatycznej regulacji ostrości albo śledzić obiekt ręcznie.